# Famille Chedid
Pour les articles homonymes, voir Chedid.
La famille Chedid (arabe : شديد, Šedīd) est une famille française d'origine arabe, maronite du Caire, également d'origine libanaise.

## Liens de filiation entre les personnalités
- Louis Selim Chedid (1922–2021), biologiste, professeur à l'Institut Pasteur, directeur de recherche au CNRS[1]. Il épouse Andrée Desaab connue sous le nom d'Andrée Chedid (1920-2011),  écrivaine et poétesse française.
  - Michèle Chedid (1945), peintre. Elle épouse Jean-Luc Klotz[1], fils de la poétesse Anise Koltz.
    - Beryl Koltz (1974), réalisatrice luxembourgeoise.

  - Louis Chedid (1948), chanteur. En 1970, il épouse Marianna Bochart, journaliste. Le couple divorce. En 2003, il épouse en secondes noces, Emmanuelle Advenier[2] dite Emma Chedid[1].
    - Émilie Chedid (1970), réalisatrice française.
    - Matthieu Chedid (1971), chanteur, également connu sous le nom de scène de « M ». Il vit avec Céline Bary (1) puis avec Audrey Tautou[3] puis depuis 2014 avec Loïca Saint-M'leux Graziani (3)[4],[5].
      - (1) Billie Chedid (2002)[6].
      - (3) Tao Chedid (2019)[7],[4].
      - (3) Saule Chedid (2021)[8].

    - Joseph Chedid (1986), chanteur, également connu sous le nom de scène de  « Selim ».
    - Anna Chedid (1987), chanteuse, également connue sous le nom de scène de « Nach ».

## Pour approfondir